# Asplenium serra
Asplenium serra är en svartbräkenväxtart som beskrevs av Georg Heinrich von Langsdorff och Fischer. Asplenium serra ingår i släktet Asplenium och familjen Aspleniaceae. Utöver nominatformen finns också underarten A. s. imrayanum.